# Schloss Frankenberg

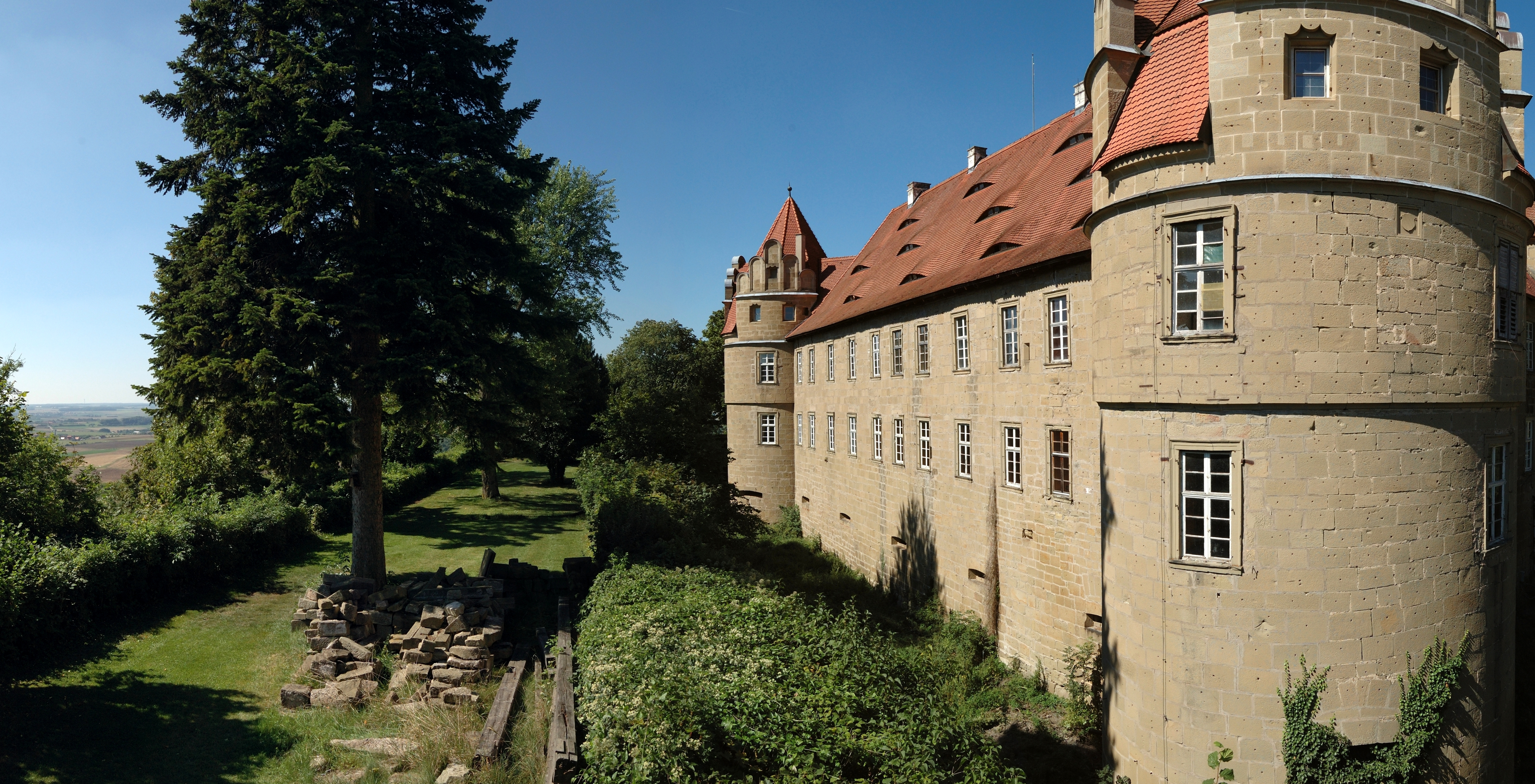
Südflügel von Schloss Frankenberg mit Teil des Schlossgartens

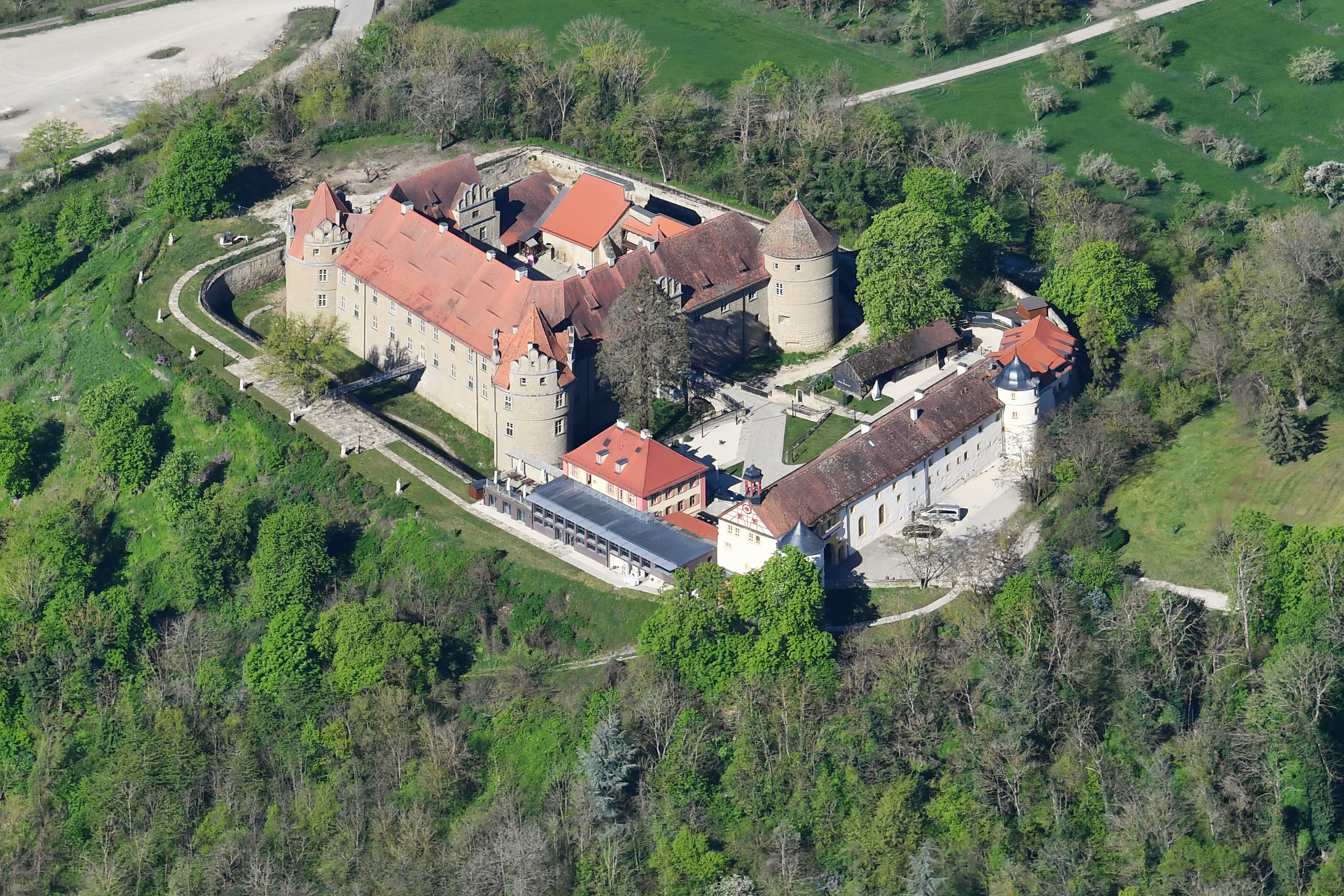
Schloss Frankenberg aus der Luft gesehen

Schloss Frankenberg liegt im südlichen Steigerwald inmitten von Wald und Weinbergen auf einem Bergsporn in der Gemeinde Weigenheim.

## Geschichte des Schlosses
Auf dem langen, vom Schilfsandstein gebildeten Bergsporn im südlichen Steigerwald befanden sich einstmals zwei Burganlagen: Burg Hinterfrankenberg und Burg Vorderfrankenberg. Der Ost-, Süd- und der zur Hälfte vollendete Westflügel der ursprünglich wohl vierflügelig geplanten Anlage Schloss Frankenberg (der mittelalterliche Nordflügel und ein Teil des Westflügels fielen angeblich um 1700 einem Brand zum Opfer, was aber nicht belegt ist) sind heute noch ein markanter Blickfang – bis weit in die Ebene des Ochsenfurter Gaus und Uffenheimer Gaus zu sehen – und haben eine wechselvolle Geschichte.

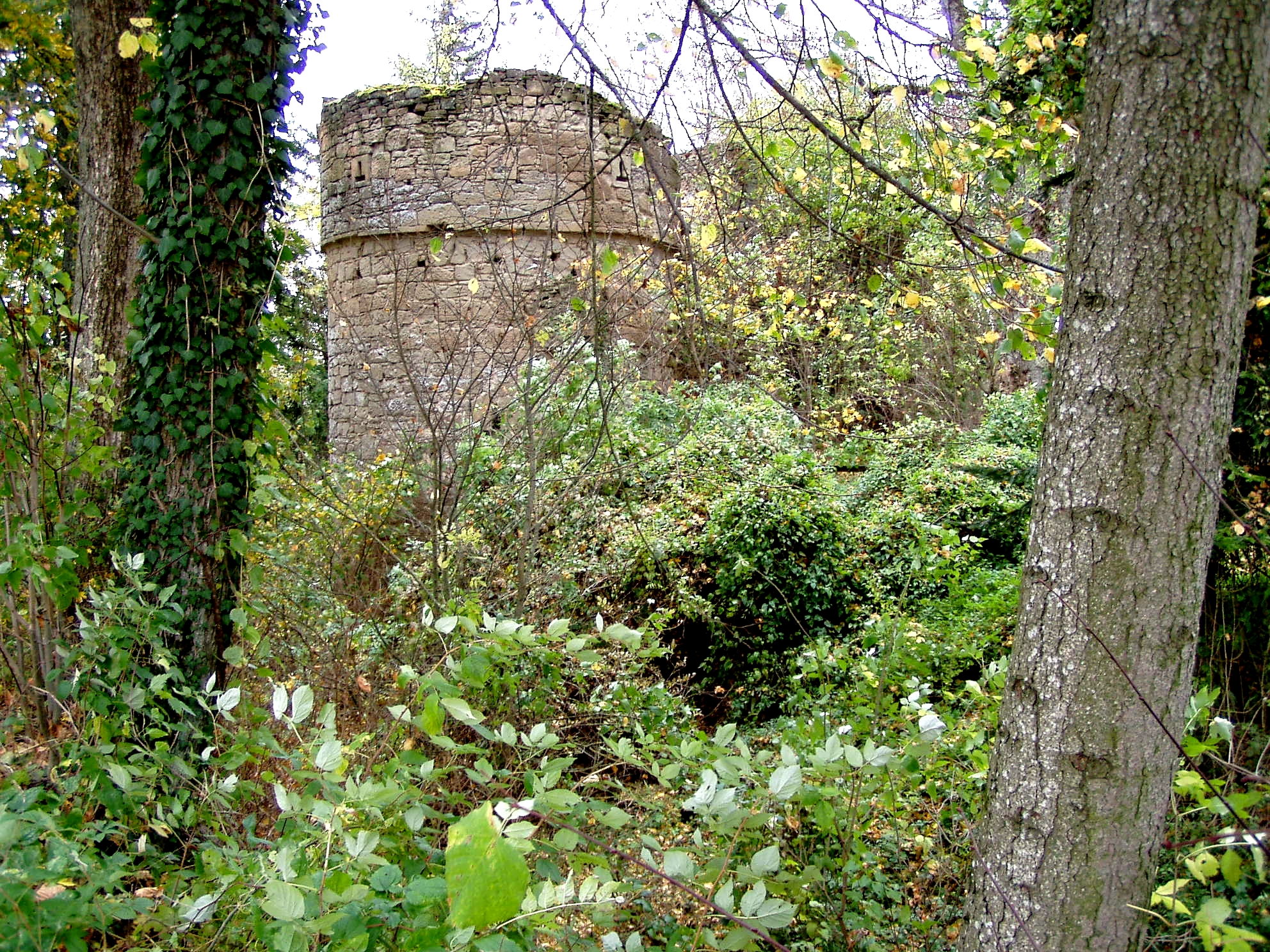
Doppelturm der Burgruine Hinterfrankenberg

Die Überreste von Burg Hinterfrankenberg gehören zur älteren der beiden Burgen. Die Burg war zunächst im Besitz der Fürstbischöfe von Würzburg. Aufgrund der territorialen Machtkämpfe errichteten die Burggrafen von Nürnberg 1256 in unmittelbarer Nähe eine neue Burg, die ebenfalls Frankenberg genannt wurde. Besitzerwechsel auf beiden Burgen führten zu komplizierten Machtverhältnissen. Erst nach der Säkularisation von 1803 fiel Hinterfrankenberg mit dem Hochstift Würzburg an das Kurfürstentum Bayern (ab 1806 Königreich), das die damals noch in großem Umfang erhaltene Ruine 1810/11 an den Freiherrn Karl Ludwig von Poellnitz auf Vorderfrankenberg verkaufte. Anschließend wurde die Ruine weitgehend abgebrochen.
Vorderfrankenberg befand sich um 1280 im Besitz der Herren von Hohenlohe, die im 14. Jahrhundert den gesamten Uffenheimer Raum und den südlichen Steigerwald beherrschten. Seit ca. 1365 wurde die Burg mit den Dörfern Reusch und Ippesheim mehrfach verpfändet und sie kam um 1380 in den Besitz des Burkard von Seckendorff. Bis zum Ende des Alten Reiches blieb Vorderfrankenberg eine autonome Ritterherrschaft, organisiert im Ritterkanton Odenwald der Reichsritterschaft, bis um ca. 1430 im Besitz der Seckandorff, anschließend bis ca. 1465 der Absberg, von 1520 bis 1783 der Hutten, anschließend der Poellnitz (Familienbesitz bis 1971). Im Kampf gegen die katholischen Hochstifte Würzburg und Bamberg verwüstete 1554 Markgraf Albrecht Alcibiades im Markgrafenkrieg Burg Hinterfrankenberg, die schon 1462 von Sigmund von Schwarzenberg zerstört, anschließend aber wieder aufgebaut worden war. Seitdem ist die Burg Hinterfrankenberg eine Ruine. Es bestehen noch ein Doppelturm der Befestigungsanlage, Grabenanlagen, geringe Mauerreste und ein Brunnen, der jedoch nahezu aufgefüllt ist. Bei der Burg Hinterfrankenberg befindet sich eine öffentlich zugängliche Parkanlage, die gerne ein Arboretum wäre, und ein privater Friedhof der Freiherren von Poellnitz und weiterer Personen, die mit Schloss Frankenberg verbunden waren.
Der Württemberger Herzog Ulrich ermordete 1515 seinen Stallmeister Hans von Hutten – ein Skandal, der damals die gesamte Ritterschaft empörte. Die Familie von Hutten erhielt von Württemberg einen hohen Betrag als Totschlagssühne. Vermutlich auch mit diesem Geld kauften die ohnehin sehr wohlhabenden Hutten die Herrschaft Vorderfrankenberg. Ritter Ludwig von Hutten (1483–1548) ließ die alte Burg der Absberg weitgehend abreißen und einen regelmäßigen Bau mit sehr frühen, damals „hochmodernen“ Renaissanceelementen bauen (ca. 1525–1555). Die von Hutten bewohnten Schloss Frankenberg bis zum Jahr 1783, als die Linie mit Johann Philipp Friedrich von Hutten ausstarb. Ihre Grablege befindet sich in der Kirche von Reusch.
Nach dem Tod des letzten Hutten verlieh der Ansbacher Markgraf Christian Friedrich Karl Alexander (1736–1806) das Lehen an Ludwig Karl Wilhelm von Pölnitz (1724–1801) – die Familie Pöllnitz bewohnte Schloss Frankenberg bis zum Jahr 1971. Nach dem Tod der letzten Freiin von Pöllnitz im Jahr 1971 ging der Besitz an die Freiherren von Lerchenfeld aus Heinersreuth bei Kulmbach. Der Gesamtbesitz umfasste eine Fläche von über 500 Hektar. Zwischen 1971 und 2006 war das Schloss mit zuletzt rund 100 Hektar Grund im Besitz der Freiherren von Lerchenfeld. Nach der Insolvenz von Carl von Lerchenfeld 2006 erwarb der Unternehmer Roland Belz 2008 (2011 verstorben) das Schloss. Der gesamte Besitz wurde 2014 und 2016 an die Livia Investment Group weiterverkauft.

## Heutige Nutzung

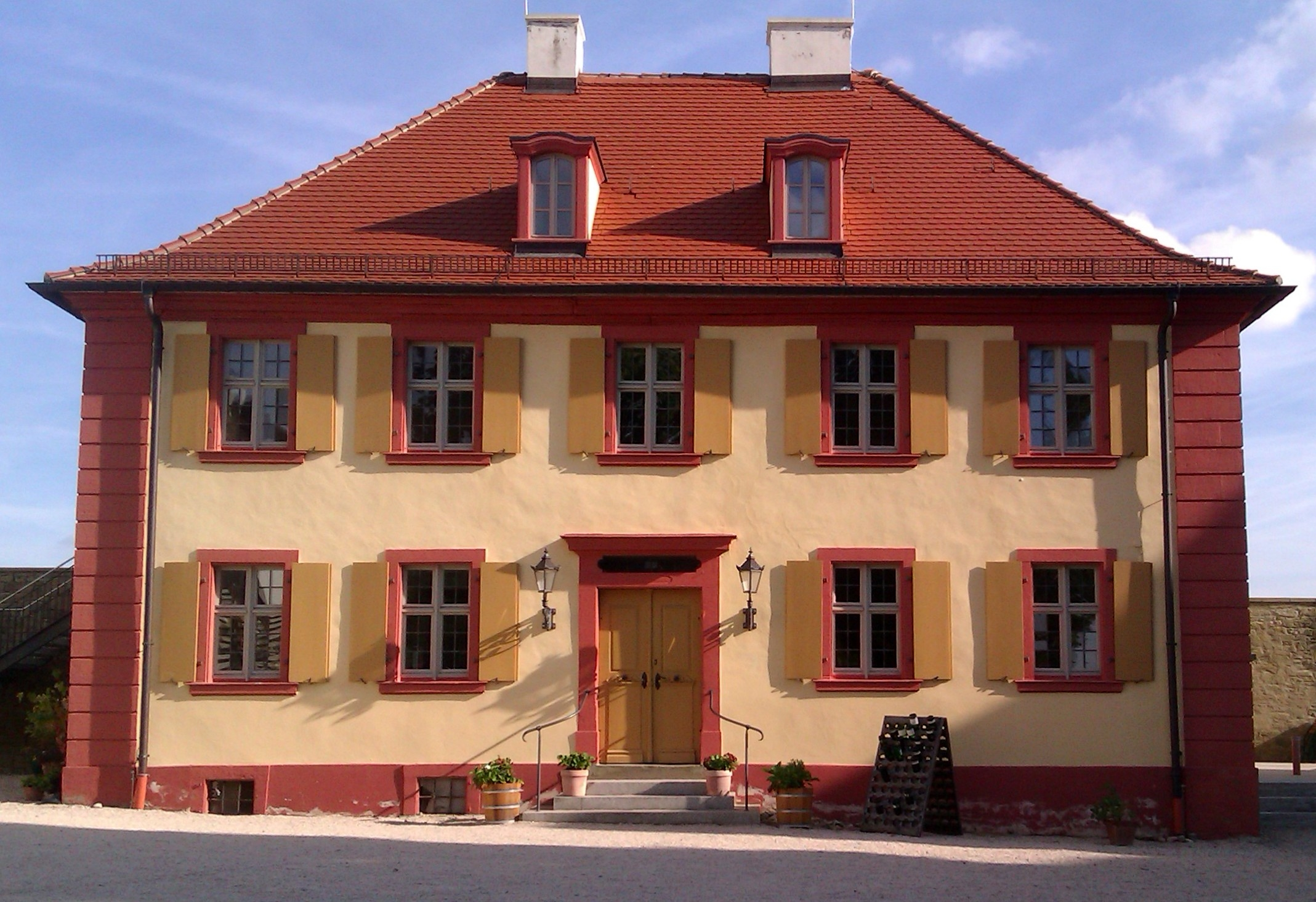
Barockes Amtshaus

Die Vorburg des Schlosses mitsamt der Schlosskapelle wurde in den 1990er Jahren saniert.
Im Jahr 2014 kauften die Industrieholding LIVIA Group und die private Investmentgesellschaft von Peter Löw das Schloss Frankenberg mit dem dazugehörenden Grundbesitz. Die Gebäude der Meierei wurden 2016 erworben. Seitdem wird die Sanierung von Schloss, Meierei und Weinbergflächen vorangetrieben. Peter Löw plant weitere 10 Millionen Euro in den Um- und Ausbau zu investieren. Im Jahr 2016 gab es nach vielen Jahren erstmals wieder Weine des Schlosses Frankenberg, deren Trauben nicht nur dort gewachsen sind, sondern auch ausgebaut wurden. Neben 29 Hektar Rebfläche gehört auch eine Herde von 40 Black-Angus-Rindern zum Schloss. Die Rinderherde wurde im April wieder verkauft. Es wird zurzeit an einer Neuausrichtung der Betriebe gearbeitet. In der alten Meierei ist ein Hotel geplant, das bis zum Jahresende 2023 in Betrieb gehen soll.
Über das Gelände des Schlosses führt der Fränkische Marienweg.

## Schlossfriedhof

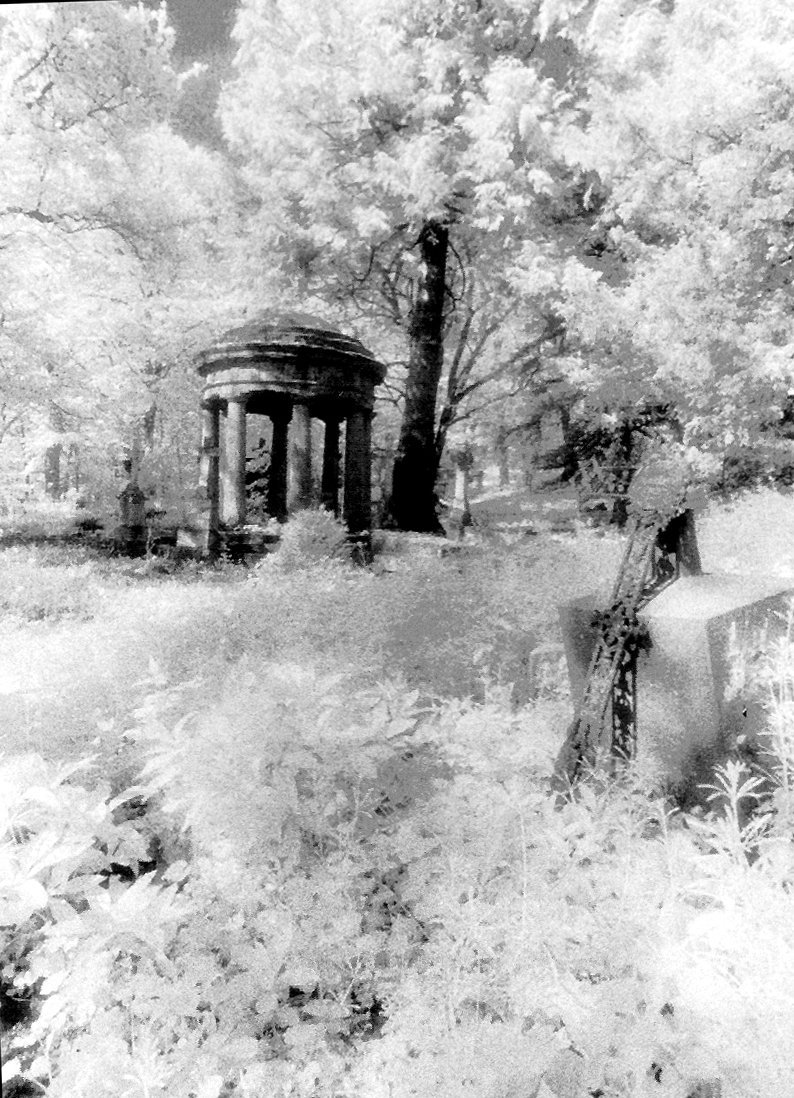
Rundtempel des Schlossfriedhofs in einer IR-Fotografie von 1981

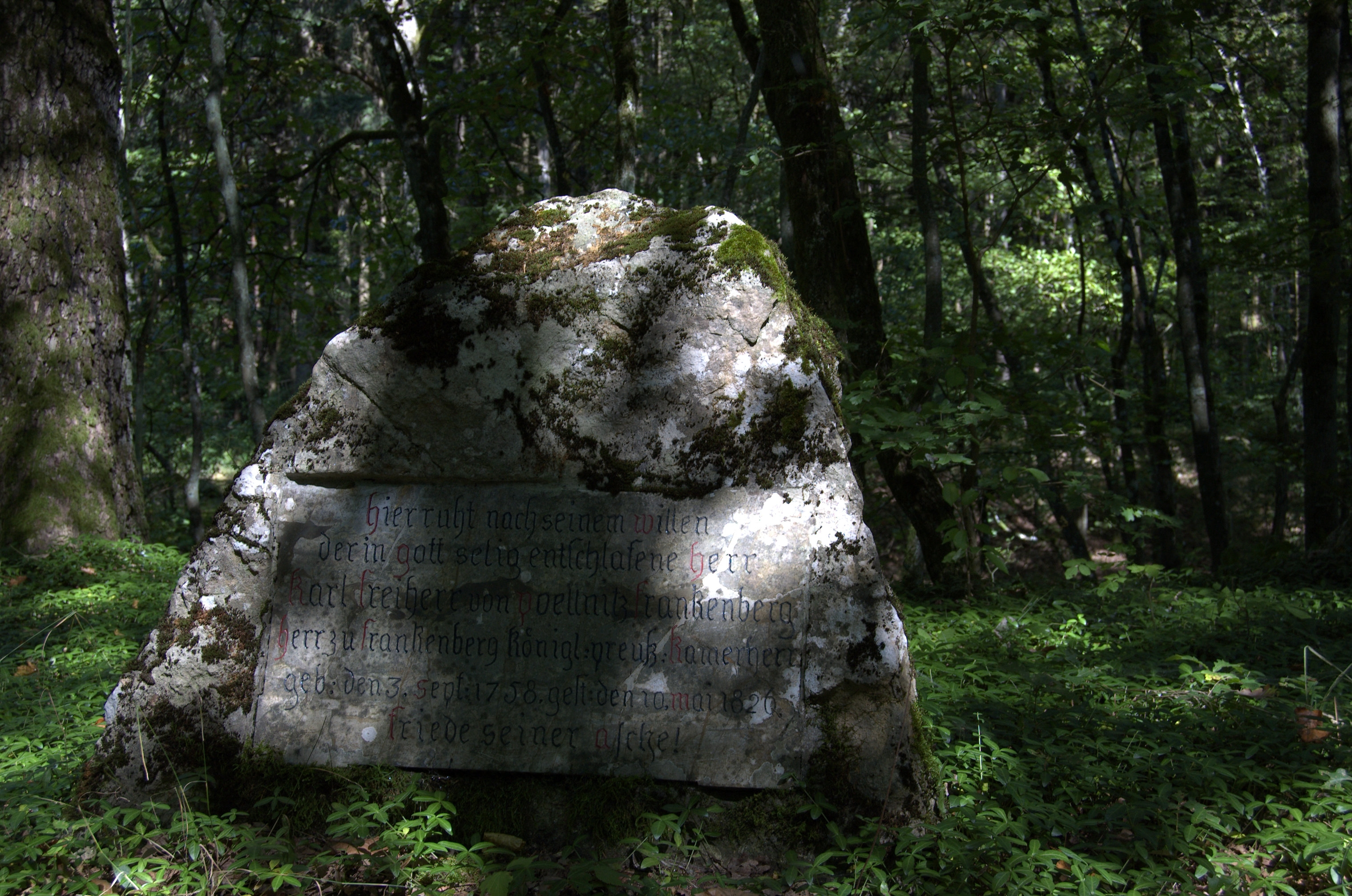
Grabstein des Freiherren Karl Friedrich von Poellnitz Frankenberg

Einige Meter nordwestlich unterhalb der Ruine von Hinterfrankenberg befindet sich auf einer Terrasse der Privatfriedhof von Schloss Frankenberg, auf dem sowohl die Mitglieder der Schlossherrenfamilie von Pöllnitz als auch die Bediensteten begraben wurden. Das Zentrum des Friedhofs bildet ein mittlerweile baufällig gewordener klassizistischer Monopteros, der zurzeit wegen eines hölzernen Stützkorsetts kaum zu erkennen ist. Er soll demnächst abgebaut, restauriert und an gleicher Stelle wieder aufgebaut werden. Die Gräber der verstorbenen Familienmitglieder sind kreisförmig um den Rundtempel angeordnet.
Das Grab des zweiten Schlossbesitzers aus der Familie von Pöllnitz, Karl Friedrich von Pöllnitz Frankenberg (1758–1826), liegt nicht weit entfernt von Schloss und Schlossfriedhof in der Nähe des Gipfelplateaus des Scheinbergs, mit 499 Metern die höchste Erhebung im Steigerwald. Ganz im Sinne der naturverbundenen und sozialreformerischen Ideen Jean-Jacques Rousseaus liegen das Grab und der Grabstein auf einer Rousseau-Insel inmitten eines kleinen Waldsees.

## Ländereien
Die Ländereien von Schloss Frankenberg liegen am Westrand des Naturparks Steigerwald und umfassen Weinberge, Wälder, Ackerflächen und Streuobstwiesen.